# Oliver B. Buell
Oliver B. Buell (1844, Henry County, Illinois – 1910, Montréal, Kanada) byl kanadský fotograf amerického původu.

## Životopis
Narodil se v roce 1844 v Henry County v Illinois jako syn fotografa. Od roku 1873 minimálně do roku 1905 se živil především putovními lucernovými diapozitivy a přednáškami, které nazýval „zábavy“ („entertainments“). Dvě z jeho přednášek byly nazvané „Cesta kolem světa“ a „Pohledy na dva kontinenty“.

## Galerie

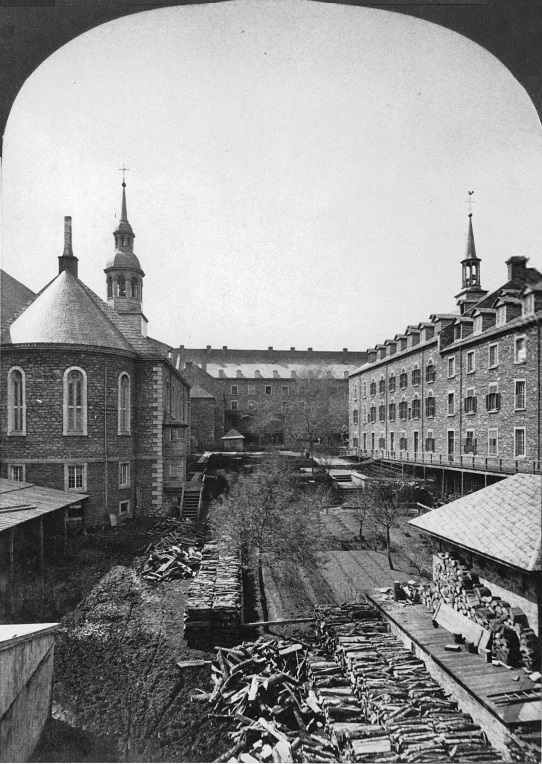
Buildings and grounds of the Congregation de Notre Dame, Montreal, QC, asi 1885
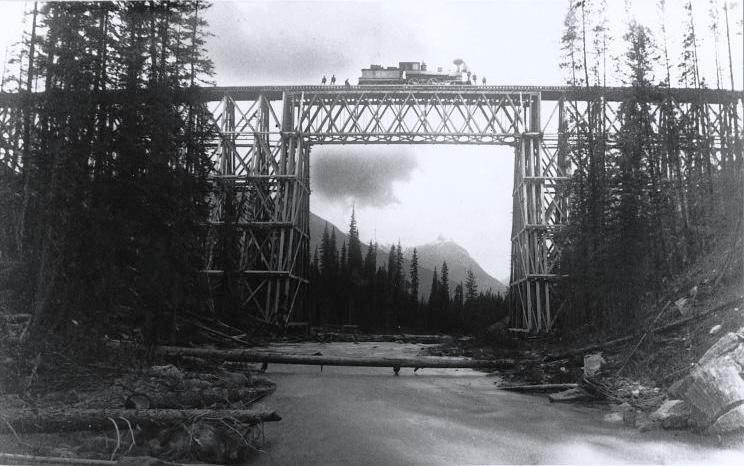
Locomotive pont Old Ottertail Creek, 1885
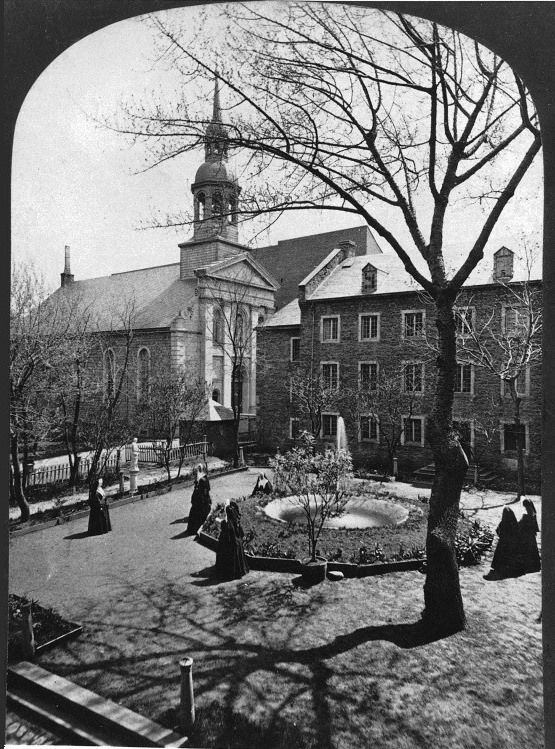
Side view of the Church of Our Lady of Pity, Congregation de Notre Dame, Montreal, QC, asi 1885